# بیلگه سو کویون
بیلگه سو کویون (انگلیسی: Bilge Su Koyun؛ زادهٔ ۳ ژوئیهٔ ۱۹۹۹) بازیکن فوتبال اهل ترکیه است.
وی همچنین در تیم‌های ملی فوتبال Turkey women's national under-17 football team, Turkey women's national under-19 football team، و Azerbaijan women's national football team بازی کرده‌است.